# Kamagaya
Kamagaya (鎌ヶ谷市, Kamagaya-shi) est une ville de la préfecture de Chiba, au Japon.

## Géographie

### Situation

Situation de Kamagaya dans la préfecture de Chiba.

Kamagaya est située dans le nord-ouest de la préfecture de Chiba.

### Démographie
En mars 2020, la population de Kamagaya s'élevait à 109 948 habitants, répartis sur une superficie de 21,08 km2.

## Histoire
Le village de Kamagaya a été créé en 1889. Il obtient le statut de bourg le 1er août 1968, puis de ville le 1er septembre 1971.

## Culture locale et patrimoine
- Grand Bouddha de Kamagaya

## Transports
Kamagaya est desservie par les lignes ferroviaires Keisei Matsudo, Hokusō, Narita Sky Access et Tōbu Urban Park.
La gare de Shin-Kamagaya est la principale gare de la ville.

## Jumelage
Kamagaya est jumelée avec la ville de Whakatane en Nouvelle-Zélande.

## Personnalité liée à la ville
- Yūsaku Maezawa (1975-), homme d'affaires japonais.